# Trimioplectus auerbachi
Trimioplectus auerbachi är en skalbaggsart som beskrevs av Park 1949. Trimioplectus auerbachi ingår i släktet Trimioplectus och familjen kortvingar. Inga underarter finns listade i Catalogue of Life.